# Gran Premi de San Marino de 2002
Resultats del Gran Premi de San Marino de la temporada 2002 disputat a l'Autodromo Enzo e Dino Ferrari el 14 d'abril del 2002.

## Classificació
| Pos | No | Pilot                 | Equip              | Voltes | Temps/ Retirada    | Pos. de sortida | Punts |
| --- | -- | --------------------- | ------------------ | ------ | ------------------ | --------------- | ----- |
| 1   | 1  | Michael Schumacher    | Ferrari            | 62     | 1h 29' 10. 789     | 1               | 10    |
| 2   | 2  | Rubens Barrichello    | Ferrari            | 62     | + 17.907 s         | 2               | 6     |
| 3   | 5  | Ralf Schumacher       | Williams - BMW     | 62     | + 19.755 s         | 3               | 4     |
| 4   | 6  | Juan Pablo Montoya    | Williams - BMW     | 62     | + 44.725 s         | 4               | 3     |
| 5   | 15 | Jenson Button         | Renault            | 62     | + 1' 23.395 min.   | 9               | 2     |
| 6   | 3  | David Coulthard       | McLaren - Mercedes | 61     | + 1 Volta          | 6               | 1     |
| 7   | 11 | Jacques Villeneuve    | BAR - Honda        | 61     | + 1 Volta          | 10              |       |
| 8   | 8  | Felipe Massa          | Sauber - Petronas  | 61     | + 1 Volta          | 11              |       |
| 9   | 14 | Jarno Trulli          | Renault            | 61     | + 1 Volta          | 8               |       |
| 10  | 7  | Nick Heidfeld         | Sauber - Petronas  | 61     | + 1 Volta          | 7               |       |
| 11  | 23 | Mark Webber           | Minardi - Asiatech | 60     | + 2 Voltes         | 19              |       |
| Ret | 21 | Enrique Bernoldi      | Arrows - Cosworth  | 50     | Pèrdua de potència | 20              |       |
| Ret | 16 | Eddie Irvine          | Jaguar - Cosworth  | 45     | Paliers            | 18              |       |
| Ret | 4  | Kimi Räikkönen        | McLaren - Mercedes | 44     | Tub d'escapament   | 5               |       |
| Ret | 12 | Olivier Panis         | BAR - Honda        | 44     | Regulador pot.     | 12              |       |
| Ret | 17 | Pedro de la Rosa      | Jaguar - Cosworth  | 30     | Paliers            | 22              |       |
| Ret | 24 | Mika Salo             | Toyota             | 26     | Caixa canvi        | 16              |       |
| Ret | 20 | Heinz-Harald Frentzen | Arrows - Cosworth  | 25     | Pèrdua de potència | 13              |       |
| Ret | 9  | Giancarlo Fisichella  | Jordan - Honda     | 19     | Hidràulics         | 15              |       |
| Ret | 10 | Takuma Sato           | Jordan - Honda     | 5      | Caixa canvi        | 14              |       |
| Ret | 25 | Allan McNish          | Toyota             | 0      | Part elèctrica     | 17              |       |

## Altres
- Pole: Michael Schumacher 1' 21. 091

- Volta ràpida: Rubens Barrichello 1' 24. 170 (a la volta 38)